# حيدرة (تونس)
حيدرة أو أميدرة إحدى مدن الجمهورية التونسية، تقع في ولاية القصرين قرب الحدود التونسية الجزائرية. يبلغ عدد سكانها 8716 نسمة  وهي مركز معتمدية حيدرة التي تم إحداثها في 30 جانفي 1982  وتمتد على مساحة 472.3 كم2. وهي من أقدم المدن الرومانية في أفريقيا.

## التاريخ
إن موقع أميدرة الذي ينتمي إلى نوميديا قد وقع احتلاله من طرف القرطاجيين والنوميديين قبل مجيء الرومان، ورغم وجود الشواهد على حضارة أقدم من الحضارة اللاتينية فلا نجد أكثر من معبد مهدي للآلهة: (ساتورنس إله البذر والحراثة عند الرومان) خارج مركز المدينة، أما اسم المدينة «أميدرة» فلا شك أن التسمية تعود إلى أصل اللغة البربرية.

### التاريخ الروماني
دخلت المدينة في التاريخ بتركيز مجموعات من الجيش الروماني حيث أصبحت أول معسكر قار للجيوش المرابطة في شرف إفريقيا الشمالية أثناء حكم الإمبراطور اوغسطس (63ق م-14م) وتصل فرق هذا المعسكر إلى حد عشرة آلاف مجند لا سيما أثناء الحرب الواقعة في الوسط الغربي لتونس الحديثة ضد القائد البربري تلكافيرينلس.

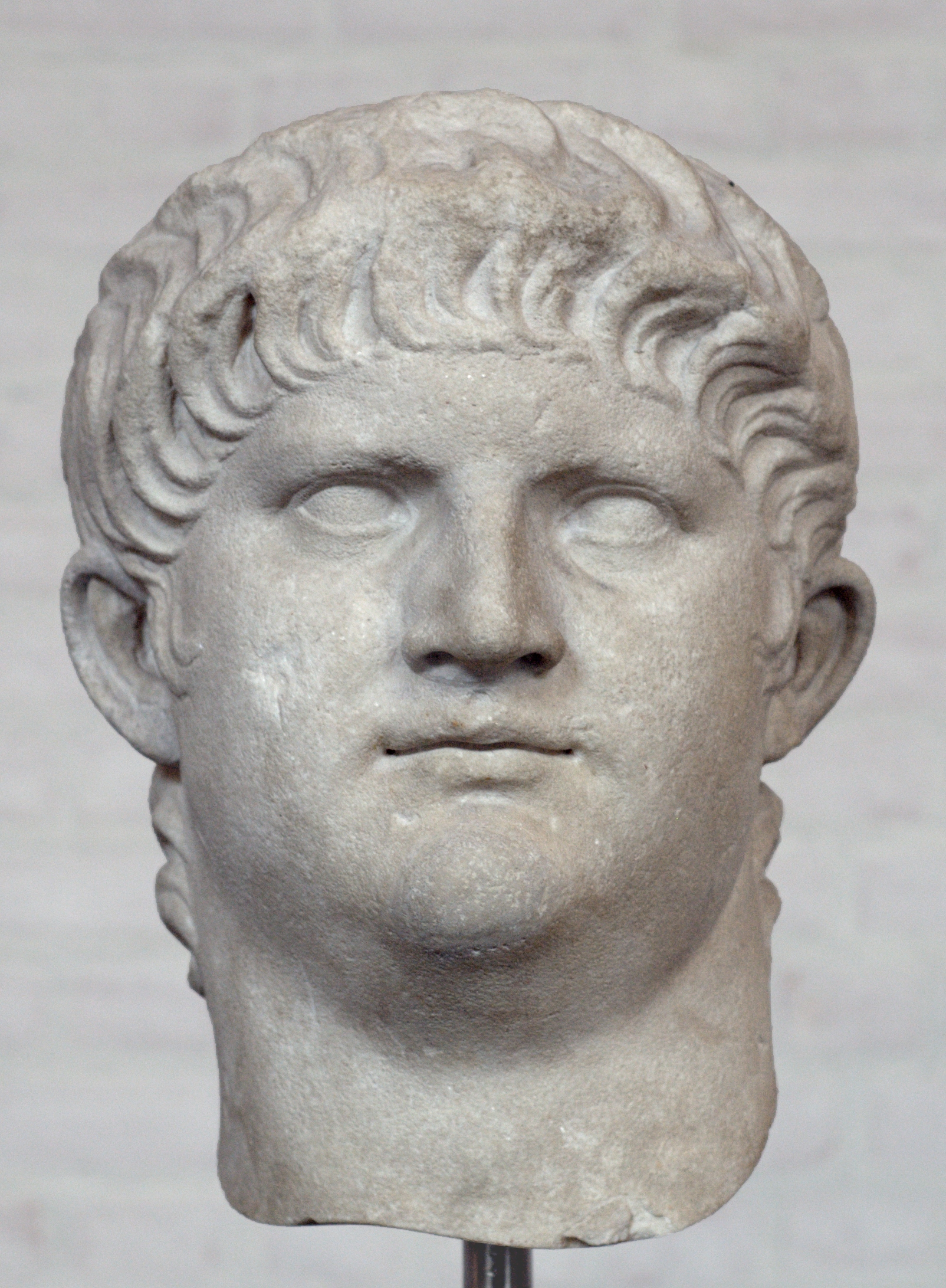
تمثال رأس الإمبراطور نيرون

أما بعد حكم نيرون (37-68م) لم تعد المنطقة تحتاج إلى حضور عسكري دائم فانطلقت الحامية نحوا الغرب إلى تبسة حوالي سنة 75م وأصبحت اميدرة تأوي قدماء الجنود وعندئذ تأسست المدينة واكتسبت نوعا من الشهرة حيث اعتبرت مثالا للتهيئة العمرانية على غرار الطرق المستعملة من قبل الرومان في قرطاج وسبيطلة.

### التاريخ الحديث
وقد عرفت المدينة تقدما سريعا لكونها مجمع طرقات هامة _طريق قرطاج تبسة وطريق حيدرة سوسة وطريق حيدرة تلابت عبر فوسانة. 
حيدرة موقع غير بالحضر اكتشف من طرف الجوالة الأوروبيين في القرنين الثامن والتاسع عشر أصبحت بعده قرية صغيرة لم يكن موجود بها سوى بعض المساكن حتى تاريخ الاستقلال وقد كان لها كغيرها من المدن والجهات مساهمة في الحركة الوطنية ونصرة الثورة الجزائرية.
ومن أهم القرى التي تحيط بحيدرة : الطباقة، عنازة، الجوى .عين الدفلة-المريرة-الصري-الرميلة-الاجرد-المكيمن-القرقارة-بنماقطة.

## الجغرافيا
تبعد مدينة حيدرة حوالي 250 كلم على العاصمة تونس و83.9 كلم على مركز مدينة القصرين. تتميز المدينة بمناخ شبه قار حار في الصيف 41 درجة بارد في الشتاء مع تساقط الثلوج وظهور الجليدة من شهر نوفمبر إلى شهر ماي ذو طابع بيو مناخي شبه جاف، معدل كميات الأمطار تتراوح بين 250 و300 مم.

## محطة القطار
أسست محطة القطار بحيدرة سنة 1934 من طرف سلطات الاحتلال الفرنسي التي كانت تنقل من خلالها منتجات المنطقة مثل الحلفاء والأخشاب وأيضا الفوسفات من مناجم عين الكرمة. بنيت محطة قطار حيدرة على طابقين الطابق السفلي مخصص لبيع التذاكر ويحتوي على قاعة إستقبال وهي واسعة مبلطة بالجليز الأبيض ويحتوي على أعمدة إسطوانية الشكل جميلة المنظر. 
- الطابق العلوي : وهو منزل صغير مُعد كمقر سكنى لرئيس المحطة
- المبنى من الخارج: زين بطريقة يكون فيها مشابها لمعالم الموقع الأثري بحيدرة وهو ما جعل منها منفردة عن كل المحطات داخل الجمهورية.
- الميزان: توجد على مقربة من المحطة ألة لوزن البضاعة لا نزال نرى أثرها إلى اليوم
- المدخنتين: مصنوعتين من الأجر الصغير تمتد الأولى من مدفئة موجودة في قاعة الإستقبال والثانية من المنزل في الطابق العلوى.

## مشاهير المدينة
- أحمد جدي (10 جوان 1951 - 20 جويلية 2012)، مؤرخ جامعي تونسي مختص في التاريخ الحديث والمعاصر.[5]

## مواضيع ذات علاقة
- ولاية القصرين
- معتمدية حيدرة